# XP3D
XP3D es una película dirigida por Sergi Vizcaíno y protagonizada por Amaia Salamanca, Maxi Iglesias, Luis Fernández, Óscar Sinela, Úrsula Corberó y Alba Ribas. Fue la primera película de terror española rodada en 3-D.

## Sinopsis
Ángela (Amaia Salamanca) es una estudiante de psiquiatría que quiere demostrar a su profesor (Miguel Ángel Jenner) que es capaz de cualquier cosa. Tanto es así que, cuando tiene la oportunidad de investigar una serie de supuestas actividades paranormales que tienen lugar en el pueblo de Susurro, no duda en desplazarse hasta el lugar e iniciar las pesquisas. La acompañarán su novio Carlos (Luis Fernández), su hermana pequeña Diana (Alba Ribas), Belén (Úrsula Corberó), Toni (Óscar Sinela) y José (Maxi Iglesias).

## Reparto original
- Amaia Salamanca es Ángela.
- Alba Ribas es Diana.
- Luis Fernández "Perla" es Carlos.
- Úrsula Corberó es Belén.
- Oscar Sinela es Toni.
- Maxi Iglesias es José Aguas.
- Manuel de Blas es Dr. Matarga
- Eduard Farelo es el Padre.
- Miguel Ángel Jenner es Sr. Fuentes

- Datos: Q3895254